# Китай-город (станція метро)

Схема колійного розвитку станції Китай-город

«Кита́й-го́род» (рос. Китай-город) — станція Калузько-Ризької і Тагансько-Краснопресненської лінії Московського метрополітену, кросплатформовий пересадний вузол. Розташована під Ільїнським сквером між станціями «Тургенєвська» і «Третьяковська» на Калузько-Ризькій лінії та між станціями «Кузнецький міст» і «Таганська» на Тагансько-Краснопресненській лінії. Знаходиться на території Тверського району Центрального адміністративного округу Москви.
Станцію відкрито 3 січня 1971 у складі черги «Таганська» — «Площа Ногіна» Ждановського радіуса та черги «Октябрська» — «Площа Ногіна» Калузького радіуса. До 5 листопада 1990 мала назву «Площа Ногіна» (за близькорозташованою площею, названою на честь Віктора Ногіна, радянського партійного діяча; різні частини колишньої площі Ногіна зараз називаються Слов'янською площею (нова назва) і площею Варварські Ворота (відновлено історичну назву)). Нинішня назва походить від імені московського історичного району Китай-город, на східній межі якого розташована станція. «Китай-город» — одна з найзавантаженіших станцій Московського метрополітену.

## Вестибюлі
«Китай-город» не має наземних вестибюлів; вхід (з площ Іллінські ворота і Варварські ворота, Слов'янської площі і Солянського тупику) здійснюється через підземні переходи. Підземні вестибюлі — спільні для обох залів. Південний вестибюль сполучений зі станціями ескалаторним ходом, північний — ескалатором і переходом, в який ведуть сходи з двох залів. У глухому торці переходу встановлено бюст В. П. Ногіна (роботи А. П. Шликова).

## Технічна характеристика
Фактично «Китай-город» — це комплекс з двох конструктивно незалежних станцій. Обидва зали «Китай-города» — колонні трисклепінні станції глибокого закладення (глибина — 29 метрів).
«Китай-город» є першою в Московському метро кросплатформовою пересадкою: для пересадки з однієї лінії на іншу в межах однієї станції достатньо перейти з одного боку платформи на іншу. Але такий вид пересадки можливий при прямуванні в одному напрямку (на північ або на південь). Для пересадки з одного напрямку на інший потрібно пройти по короткому переходу, який починається в центрі залу. Такий вид пересадки в Московському метрополітені був згодом застосований ще на чотирьох станціях: «Каширська», «Третьяковська», «Парк Перемоги» і «Кунцевська». На східну станцію прибувають потяги, що прямують у північному напрямку (2-а колія у бік станцій «Кузнецький міст» і 1-а колія у бік станції «Тургенєвська»), а на західну прибувають потяги, що прямують у південному напрямку (1-а колія в сторону станцій «Таганська» і 2-а колія у бік станції «Третьяковська»).

## Колійний розвиток
Станція з колійним розвитком  —2 стрілочних переводи і пошерсний з'їзд.
Управління стрілочними переводами та світлофорами напівавтоматичної дії здійснюється з поста централізації станції «Китай-город» Калузько-Ризької лінії.

## Оздоблення
В обох залах архітектори вибрали гостру форму опор. У західному залі це складне поєднання довгих асиметричних тригранних призм, витягнутих по довжині опори (за їх формою проектувальники назвали зал «Кристал»). Лінії налягання склепінь на опори прикриті широкими металевими фризами, які покриті викарбуваними «пірамідками». Під фризами розташовані світильники. Пілони і колійні стіни облицьовані сірим мармуром, підлоги — кремовим. На колійних стінах знаходяться металеві ґрати з карбуванням, що зображують серп, молот, зірки і голубів.
Опори в східному залі в цілому прямокутного перерізу. З боків вони мають гладкі стінки, а з боку центрального і бічних залів — «рифлені» поверхні у вигляді сполучення трикутних виступів і ніш (через це проектувальники назвали зал «Гармошка»). Колони і колійні стіни оздоблені кремовим мармуром. З долу колійних стін — білий мармур з вправленими литими плитами, що зображують палаючий смолоскип. Підлоги вимощені плитами сірого граніту.

## Пересадки
- Автобуси: м3, м3к, м6, м7, м40, м90, е10, е30, е70, с538, с633, с920, н1, н2, н3, н4, н5, н6, н7, н8, н9, н11, н12, н13, н15